# 숀 매리언
숀 드웨인 매리언(영어: Shawn Dwayne Marion, 1978년 5월 7일~)은 미국의 농구 선수로 현역 시절 포지션은 스몰 포워드와 파워 포워드이다. 전미 농구 협회(NBA)에서 16시즌 동안 피닉스 선스, 마이애미 히트, 토론토 랩터스, 댈러스 매버릭스, 클리블랜드 캐벌리어스 소속으로 활동했다.